# Het verborgen dierenrijk
Het verborgen dierenrijk is het tweede stripverhaal en tweede stripalbum uit de serie Douwe Dabbert. Het werd geschreven door Thom Roep en getekend door Piet Wijn. Het werd eerst gepubliceerd in Donald Duck, in de jaren 1975-1976. De eerste albumuitgave was in 1977 bij uitgeverij Oberon. 

## Het verhaal
Douwe Dabbert komt al wandelend opnieuw de schurk Ludo Lafhart en zijn knecht tegen. Ze nemen hem gevangen en willen losgeld eisen. Ze sluiten hem op in een grot, maar later wordt Douwe vanuit de grot bevrijd door een kat in uniform. Hij kan wel praten, maar kent geen mensen. Hij brengt Douwe naar zijn dorp in de vallei, waar alle dieren gekleed zijn en in vrede leven.
Als Ludo merkt dat Douwe verdwenen is, wil hij weten wat er gebeurd is. Ze gaan ook de grot in, en belanden uiteindelijk ook in de vallei. Als Ludo de sprekende dieren ontdekt, is hij algauw van plan ze allemaal te vangen en er een circus mee te beginnen. Om dat te bereiken maakt hij een eind aan de vrede. De wolven worden aangemoedigd om vlees te eten. De bevolking wordt gedwongen om aan te wijzen wie opgegeten wordt.
Nadat het volk de grotten in vlucht en er weer uit verdreven wordt, gaat Ludo akkoord met loting. Als bij de trekking blijkt dat de wolven zelf op het menu staan, zien ze opeens in dat ze verkeerd bezig zijn. Daarop worden de twee schurken verjaagd en keert de vrede terug. De dieren vragen Douwe om te blijven, maar hij wil nog meer ontdekken en neemt afscheid na de belofte om het dierenrijk geheim te houden.